# Abstrakte systemer
Abstrakte systemer er en dansk eksperimentalfilm fra 2001 instrueret af Andreas S. Johansen.

## Handling
Videoen tager udgangspunkt i at manipulerer med lyd og billed på en surrealistisk måde, således at det logiske bliver u-logisk, en form for abstraktion med lige stor vægt på lyd og billede. Videoen har en humoristisk karakter.